# Anolis ginaelisae
Anolis ginaelisae — вид ігуаноподібних ящірок родини анолісових (Dactyloidae). Ендемік Панами.

## Поширення і екологія
Anolis ginaelisae мешкають в горах на заході Панами. Вони живуть в тропічних лісах.